# Blakistonia nullarborensis
Espèce
Blakistonia nullarborensis est une espèce d'araignées mygalomorphes de la famille des Idiopidae.

## Distribution
Cette espèce est endémique du Goldfields-Esperance en Australie-Occidentale. Elle se rencontre dans la plaine de Nullarbor.

## Description
La femelle holotype mesure 23,0 mm.

## Étymologie
Son nom d'espèce, composé de nullarbor et du suffixe latin -ensis, « qui vit dans, qui habite », lui a été donné en référence au lieu de sa découverte, la plaine de Nullarbor.

## Publication originale
- Harrison, Rix, Harvey & Austin, 2018 : Systematics of the Australian spiny trapdoor spiders of the genus Blakistonia Hogg (Araneae: Idiopidae). Zootaxa, no 4518(1), p. 1-76.